# Hudson Hawk – Egy mestertolvaj aranyat ér
A Hudson Hawk – Egy mestertolvaj aranyat ér (Hudson Hawk) 1991-ben bemutatott amerikai akcióvígjáték, Andie MacDowell és Bruce Willis főszereplésével. A filmet korának egyik legveszteségesebb filmjeként tartották számon: a bekerülési költségeknek nagyjából mindössze az ötöde jött vissza, emiatt a filmet legyártó TriStar Pictures csődbe is ment.
Napjainkra a film megítélése jobb lett, és inkább pozitívan fogadják, mint afféle jól sikerült rossz filmet, amely képes fenntartani a figyelmet és nem kevés élményt nyújt a megtekintése. Sokat nyom a latban, hogy Willis és McDowell a két főszereplő. Bár a mellékszereplő, a színészlegenda James Coburn karakterének kidolgozottsága felszínes, színészi játéka mégis magával ragadó. Richard E. Grant és David Caruso szintén figyelemre méltó alakítást nyújtanak, de Willis túlságosan beleszólt a forgatókönyv írásába, és szerepét túlírták a többiek rovására. Részben emiatt sem lett sikeres a film, amellyel valamennyi színész és a rendező is roppant elégedetlen volt. McDowell és Grant a mai napig legszörnyűbb szerepüknek tekintik a Hudson Hawkban nyújtott alakításukat, és nehéz emlékeket őriznek róla.
Magyarországi bemutató: 1991. szeptember 6. Ebben a filmben szinkronizálta először Dörner György Bruce Willist.

## Történet
A film egy időben távoli előzménnyel indul: Leonardo da Vinci (Stefano Molinari) 1481-ben megbízást kapott Milánó hercegétől egy szokatlanul nagy bronz lovasszobor, a Sfronza megalkotására. Leonardónak nehézségei támadtak, mert háború tört ki, és nagyon drága lett a bronz. Leonardo ezért kifejlesztett egy sajátos eljárást, amellyel az ólmot akarta bronzzá alakítani. Az eljárás lényege, hogy egy három részre szedhető kristállyal összegyűjtik a nap sugarait, az így megnövekedett fényenergiát pedig a megolvasztott ólomba vezetik. A megdöbbentő eredményre Leonardo sem számított: az ólom arannyá változott. Okos és bölcs emberként azonban tudta, hogy felfedezése veszélyes, ezért azon töprengett, mit tegyen a kristály darabjaival…
Ezután a film a 20. századba tér vissza. New Yorkban a Sing-Sing börtönből kiengedik Eddie-t, vagy más néven Hudson Hawkot (Bruce Willis). Hudson vagy 10 évet töltött börtönben, miután egy jelentős ügybe keveredett. Azelőtt mestertolvaj volt, elítélése idején a sajtó mint a legnagyobb besurranót emlegette. Most feltételesen került szabadlábra, de egy velejéig korrupt felügyelőtisztre, Gatesre (Burtt Harris) bízzák, aki azonnal belerángatná egy újabb ügybe. A feladata egy árverésnek helyet adó terem kirámolása lenne. Hudson azonban új életet akar kezdeni és kereken megtagadja Gates ajánlatát, aki erre zsarolni kezdi, hogy visszakerülhet a börtönbe. Hudson azonban nem felejtette el ügyes trükkjeit, elveszi Gatestől a kulcsokat és maga sétál ki a börtön udvarán. Még megcsókolná a szabad világ földjét, mire felbukkan legjobb barátja Tommy (Danny Aiello). Hudson mesél neki arról, hogy Gates megzsarolta, bár eleinte nem aggódnak túlzottan. Hudson szeretne elmenni Tommy régi lebujába, a Five Tone-ba, ahol egy capuccinóra vágyik, mivel az a mindene. Nem csekély meglepetés éri, mert a régi sarki mulató helyén ma már egy elsőosztályú bár van. Hudson még nehezen viseli a rengeteg változást, ami egy évtized alatt bekövetkezett, bár Tommy az üzlet felét az ő nevére íratta. Hudsonnak viszont itt sincs nyugta, mert a bárban van Gates és a környék alvilágának két nagykutyája Anthony (Carmine Zozzora) és Cesar Mario (Frank Stallone). Ők állnak a megbízás mögött. Először szép szóval kecsegtetik Hudsont, de ő és Tommy megtagadják az ajánlatot. Tommy egy üveg bort szét is tör a vacsorázó Anthony fején, mert az durva szavak kíséretében hájas disznónak nevezi. Cesar ekkor nyomatékosítja  szavait és mindkettőjüket megfenyegeti, ezért még aznap este nekifognak az előkészületeknek. Az árverésre egy kisebb méretű lovasszobor kerülne kikiáltásra, ezt kell megszerezniük. Egy szemközti fürdő tetejéről kötélen másznak át, noha Eddienek továbbra sincs kedve a rablást véghez vinni. Hawk-ék a munka közben slágereket énekelnek, ezzel mérik a rendelkezésükre álló időt. Az aukciós házban két unatkozó biztonsági őr teljesít szolgálatot, akik nem állnak a helyzet magaslatán, csak kövérebb társukat piszkálják egyfolytában, akinek majdnem sikerül elfognia a betörőket. Eddie és Tommy a tetőről leugorva egy ponyván landolnak. Hawk Gates lakására viszi a lovasszobrot, ahol jelen van a két Mario testvér. Kiderül azonban, hogy nem ők akarták a megbízást, ebben az ügyben ők is csak végrehajtók. Egy angol inas, bizonyos Alfred (Donald Burton) érkezik a szoborért, amit széttör a modortalan Gates fején. Előkerül Leonardo kristályának egy darabja. A dühödt Gates számon kéri a dolgot Alfredon és fizetségét várja, mire az ingujjából előugró rejtett pengével a komornyik egyszerűen elvágja az ostoba Gates torkát. Hawkot természetesen megkíméli és gálánsan elköszön tőle.
A másnapi hírek arról írnak, hogy a szobrot mégsem lopták el és az árverést megtartják. Hawk nem érti a dolgot, erősen gyanakszik valamire, főleg miután az a különös kristály előkerült a szobor belsejéből. Tommyt pénzt kér, hogy egy öltönyt vehessen, mert csak így mehet el az árverésre, ahol számos vagyonos ügyfél jelenik meg. Itt Eddie megismerkedik Anna Baraglivával (Andie MacDowell) nevű szakértővel, akivel hamar megtalálják a közös hangot. Mindketten viszolyognak az olyan elbizakodott dúsgazdag, ámde öntelt egyénektől, akik össze-vissza vásárolják a világ szellemi örökségének mesterműveit. Anna a Vatikán egyik tudományos szakértője, aki megszemléli a lovasszobrot, amely Leonardo egyik utolsó alkotása volt a milánói hercegnek, s amelyet Eddie és Tommy még előző este elloptak. Anna hitelesnek mondja ki a tárgyat, mire feltűnik két bizarr figura, Darwin Mayflower (Richard E. Grant) és felesége Minerva (Sandra Bernhard), akik óriási pénzösszegeket ajánlanak fel a szoborért. Az aukció vezetője amint leüti a végleges összeget, a kalapács ütése alatt hatalmas robbanás következik be. Hawk lélekjelenlétén múlik, hogy Anna megmenekül egy összeomló oszloptól. Anna-nek feltűnt azonban, hogy a robbanás előtt a kövér őr Hudson felé rohant, nyilván mert felismerte, de Anna véletlenül elgáncsolta a férfit (ezzel viszont megmentette annak az életét a robbanástól). Mielőtt azonban Hudson bármit is mondana, egy kifüggesztett makett leszakad a plafonról és leüti. Hawk egy mentőben tér magához, fölötte Anthony és Cesar állnak, akik pisztolyt szegeznek a fejéhez. Hudson dulakodni kezd velük, mire Cesar kilöki hordágyastul a mentőből, de az ágy beleakad egy textíliába és kilométereken át vonszolja Hudsont. A kaland végén a mentő balesetet szenved, a Mario testvérek szörnyethalnak, útja végén Hudson találkozik négy rejtélyes figurával. Egyikük Vigyori (az eredeti változatban Snickers, Don Harvey), aki afféle műszaki csodabogár. A másik a pantomimes, soha meg nem szólaló Kit Kat (David Caruso), aki névjegykártyákkal kommunikál. A harmadik, egy színesbőrű hölgy, Almond Joy (Lorraine Toussaint). A negyedik egy hatalmas izomköteg, a kissé ütődött és unintelligens, ám roppantul rokonszenves Butterfinger (Andrew Bryniarski). Mindannyian ott voltak azon az árverésen, ahol a robbanás történt és a róluk elnevezett édességeket majszolták. Valamennyien a CIA emberei és egyvalaki irányítása alatt állnak, aki nem más, mint George Kaplan (James Coburn). Hudson felismeri benne azt az embert, aki szigorúan titkos állami dokumentumok ellopásával bízta meg őt tíz évvel ezelőtt, de aztán megszabadult tőle és Hudson börtönbe került. Eddie gyűlöli Kaplant, de a négy ügynök jelenlétében nem mer a torkának ugrani. Kaplan egy szentimentális alak, aki úgy tesz, mintha kárpótolni szeretné Hawkot, s hogy ne ellenkezzen, elkábítja és egy postai küldemény formájában Rómába viteti. Hawk egy szállodában tér magához, ahol Alfred úri fogadtatásban részesíti és beülteti Mayflower limuzinjába. Darwin és Minerva már jóval a robbanás előtt lebuktak, tudták ugyanis, mi várható. Nem kétséges, hogy el akarták tüntetni a nyomokat, mivel amíg az őrök Eddievel és Tommyval voltak elfoglalva, addig Kaplan emberei egy hamis szobrot tettek a régi helyére.
Mayflower a világ leggazdagabb személyei között van, aki nagyon szeszélyes és kiszámíthatatlan figura, akárcsak a felesége. Van kutyájuk, a Nyuszi (Bunny) névre hallgató labdabolond foxi, aki zaklatja is a lebilincselt Hawkot azon az ülésen, ahol számos prominens üzletember akad, akikkel közli Mayflower az elhatározását, miszerint a világ ura lesz. Hawk nem akar belemenni a játékba, még az újbóli börtönt is vállalná, de az intrikus Mayflowerek közlik vele, hogy Tommyt is vele együtt küldik a börtönbe. Ezúttal 20 évet kapna és büntetése letelte után meg is öletik. Hawk látszólag belemegy a játékba, de próbál bújócskát játszani megbízóival. Mayflower megbízza, hogy a Vatikánban kiállított Da Vinci-kódexet szerezze meg.
Alfred elviszi Hawkot terepszemlét tartani, vele van Mayflower két embere Igg (Douglas Brian Martin) és Ook (Steven M. Martin), két fapofájú ügynök. Őket könnyen kijátssza Hawk, de a CIA embereit nem tudja lerázni. Tommyt is hiába keresi telefonon, nem tartózkodik otthon. Hawk nem is sejti, hogy Tommy is pont Rómában van és a Mayflowerok szíves vendéglátását élvezi. Kaplanék még némi kiegészítő információkat is adnak a vatikáni biztonsági rendszerről, bár Hawk nem egészen érti a Kit Kat által átadott rövid útmutatást. Közben megint összefut Anna-nel, ahol zavart idéz elő, ezért a biztonsági rendszer működésbe lép, amely könnygázt is kibocsát. Anna-nel a vatikáni földalatti postavonat egyik állomáshelyén randit beszél meg, de amint távozik, Anna találkozik egy kardinálissal (Leonardo Cimino) a pápa titkosszolgálatának főnöke. Jól ismerik Hudsont. Anna valójában katolikus apáca, de mint ügynöknő civilben tevékenykedik és a kardinálist aggasztja, hogy Anna flörtöl Hawkkal. Meggyőződése, hogy Hudson Hawk ugyanolyan elvetemült, mint Mayflower.
Hudson a postavonat segítségével csempészi be egymagát a Vatikánba, ahol nem mer kockáztatni, hanem hagyja, hogy az egyik őr felfedezze a felnyitott üveget, amely mögött a kódex van. Amikor az őr odaér, hogy megnézze mi történt, Eddie egy huzallal kirántja a kódexet, mire egy üvegkalitka csapódik le és bezárja a biztonsági őrt. Társa Eddie nyomába ered, aki a tetőkön át menekül előle. Egy buszon landol, s még épp idejében érkezik a randi helyére. Kaplan ügynökei viszont itt is figyelik. Anna és Hawk nagyon közel kerülnek egymáshoz, de aztán előkerül a lopott kódex. Anna viszont részben színt vall, elmeséli Leonardo titkát és azt is, hogy már két éve tudnak Mayflower tervéről. Hudson viszont érdekes dolgot említ neki a CIA-vel kapcsolatban, de még mielőtt bármi mást mondhatna, elkábul a capuccinójába kevert etil-klorid miatt. Ekkor rontanak be Kaplan emberei, akik helikopterrel viszik Hawkot Da Vinci kastélyába, ahol annak idején kísérleteit is végezte. Kaplan megkapja a kódexet, de Anna kérdőre vonja igaz-e, amit Hawk róla mondott. Kaplan nyájasan tagad, de Anna kifelé menet találkozik Nyuszival és meglátja Mayflowerék autóját és rájön, hogy Kaplan rászedte. A pápai titkosszolgálat együttműködött a CIA-val abban a hitben, hogy ők is Mayflower után nyomoznak, holott összejátszottak vele és Anna-t használták fel arra, hogy értesüljenek a Vatikán ellenintézkedéseiről. A kardinális aggódik, még annál is inkább, mert nem tudják, hogy Tommy melyik oldalon áll.
Mayflower nem elégedett Hawk akciójával, mivel a betörés túl hangosra sikeredett. Bár a kódex a kezükben van és ezzel együtt a kristály második darabja is. Igget és Ookot hidegvérrel megölik, mert nem tudták Hudsont követni (ez megdöbbenti Kaplanéket, aki rájöhetnek, hogy ők sincsenek biztonságban az elmeháborodott Mayflower mellett). Darwin felfedi célja további részleteit Hudsonnak. Négy éve egy magazin említette Leonardo állítólag felfedezését, amit sokáig egy legendának hittek. Mayflowert elkezdte érdekelni a mende-monda és némi kutatás után rábukkant Leonardo egyik asszisztensének a naplójára, aki jelen volt a nagy felfedezéskor 1481-ben és dokumentálta az eljárást. Ennek a titoknak a birtokában az őrült Darwinnak és Minervának nem kell mást tennie, csak elárasztania arannyal a világpiacot, amely csődbe viszi minden állam gazdasági és pénzügyi rendszerét, még egyedül az ő érdekeltségébe tartozó részvények és vállalatok maradnak talpon. A cél eléréséhez már csak egy darab kristály kell. Ezt vélhetően Leonardo a helikopter-modelljében rejtette el, amely a párizsi Louvre-ban van. De Hawkot ezúttal már nem lehet meggyőzni. Ekkor magára hagyják és találkozik Tommyval. Mayflowerék abban a hitben vannak, hogy Tommy a zsebükben van és ráveszi Hudsont a további együttműködésre. Egyszerre azon kapják magukat, hogy Eddie és Tommy verekednek. Tommy egy pisztolylövéstől megsebesül és mentő szállítja el, Mayflowerek így másik tervet kovácsolnak, de nem mondanak le Hudson Hawkról.
Ám Tommy nem halt meg, Anna segítségével megszerveztek egy ügyes színjátékot. Bár volna tisztázniuk, hisz mindhárman mást gondoltak a másikról. Anna elrejti a két barátot egy házban, ahol Hudson tovább igyekszik közel kerülni Anna-hoz, ám ő nem meri bevallani, hogy köti a cölibátus.
Másnap reggel Anna elmegy bevásárolni, míg a két jóbarát alszik. Sajnos betoppannak hozzájuk Kaplanék. Eddig azt hitték Hawk nélkül nem boldogulnának, pedig Mayflower csak azért alkalmazta őt, mivel Hudson „diszkréten” képes elintézni egy rablást, igaz sok erőfeszítéssel, amely színjátékként még mulattatta is Darwint. Kaplanék egyszerűen megcsinálták a betörést a Louvre-ba, de ennek az ára az őrök élete lett. Anna is megérkezik, aki próbál fegyvert fogni, de nem meri használni, hisz köti a fogadalma. Eddiet kínos csalódás éri, mivel meg tudja, hogy Anna, akibe szerelmes, apáca. Almond Joy fúvócsövön át egy idegméreggel megbénítja Eddiet, Tommyt és Anna-t is, bár a méreg hatása ideiglenes. Kaplan távozik Butterfingerral a helyszínről és ott hagyja a helikopter modellt, amelyből már kivették a kristályt. A két mestertolvaj feleslegessé vált, de Anna-re még szükség lehet a kristályok összeillesztésénél.
Vigyori ekkori előveszi saját kis játékszerét, egy rakétavetőt, amely időzített bombákat lő a falakra. A méreg hatása azonban múlni kezd, ám még mielőtt újabb adagot adna Hudsonéknak Almond Joy, Hudson belefúj a fúvócsőbe és a nyilat Almond bekapja, ettől ő bénul meg. Vigyorit elgáncsolják, akinek a kezéből kiesik a rakétavető és pont a homlokára tapaszt egy bombát. A méreg hatása lassan elmúlik, így Hudsonék ki tudják vetni magukat az ablakon, Almond és Vigyori viszont szétrobbannak.
Tommy és Eddie elindulnak, hogy kiszabadítsák Annat és ha lehet felforgassák Darwin tervét. Anna teteti magát, mintha még mindig a méreg hatása alatt lenne. Pedig ő ismer egy kódot, amellyel össze lehet rakni a kristályt. Ezt a kódot Leonardo asszisztense lejegyezte a naplójában, de Darwin szakemberei nem tudnak rájönni. Minerva annyira türelmetlen, hogy nyílpuskával megöli Kit Kattet és Butterfingert, noha nincs rá különösebb oka. Kit Kat még megvallja egyik kártyáján Anna-nek a szerelmét és eloldozza, hogy elmenekülhessen. Kaplan, Mayflower és Alfred elindulnak szembeszállni Hudsonékkal, akik Vigyori rakétavetőjével ostromolják a várat. A két jóbarát széjjel válik, s míg Tommy tovább lövi a várat, addig Eddie megküzd régi ellenségével. Kaplan elég kemény dió, mert mestere harcművészeteknek. Tommyt Alfred elfogja és a limuzinban átadja Mayflowernak, aki lelőné, de Tommy rátámad. A verekedés közben Darwin véletlenül torkon lövi a komornyikot, aki gazdájával együtt kiveti magát a kocsiból, de még előtte rázárja az ajtókat Tommyra és egy rakétát lő az autóra. Egy óvatlan rúgás következtében Kaplan lezuhan a várfokról, pont a szakadék felé hajtó autóra. Tudván, hogy meg fog halni az érzelmes ügynök Támadás! felkiáltással néz szembe a véggel. A kocsi felrobban és Eddie azt hiszi barátja meghalt. Dühében ráveti magát az őrülten kacagó Darwinra, ám nem tud megverekedni vele, mert Alfred leüti.
Hawk, nem tudni hogyan, de összeilleszti a kristályokat, mivel úgy néz ki nincs esélyük a menekülésre. Darwin és Minerva önkívületbe esnek a gyönyörtől, már a markukban érezve a győzelmet. Mayflower elméje szinte elborul, mert szent meggyőződéssel hiszi, hogy neki jutott létrehozni a világ utolsó remekművét és uralmával már más emberek szellemisége nem fog számítani. A kristályt a helyére teszik és elkezdődik a kísérlet újbóli megvalósítása több mint ötszáz esztendő múltán. A két háborodott személy bármily elővigyázatosság nélkül közvetlen közelből szemlélik a folyamatot, holott Hudsonra bízni az összeillesztést nagy meggondolatlanság volt, hisz tolvaj, aki könnyűszerrel észrevétlenül lop el apró tárgyakat. Egy kis darabja a kristálynak a kezében van, így viszont a hiányos kristály nem bírja az óriási fényterhelést és felrobban. A forró ólom beteríti Minervát. Hudson a elektromos műszereknek vágja Mayflower szakembereit, mire több vezeték leszakad és nemcsak halálos áramütés éri az őrült Darwint, de a sistergő vezetékek megsütik.
Hudsonéknak még meg kell küzdeniük Alfreddal, aki harci festékkel az arcán ügyes harcművész módjára küzd késeivel, melyek végül mégis az ő fejét vágják le. Nyuszi is megtámadja Anna-t, mire Hudson a szerencsétlen állatra tüzel a teniszlabda lövő géppel (Darwin ugyanis szeretett teniszezni). A szerencsétlen kiskutya, aki imádja labdákat, elkapja a kirepülő teniszlabdát, de vesztére, mert emiatt kizuhan a várból és szörnyethal. Anna és Eddie egyetlen esélyük Leonardo vitorlázó repülője, amit annak idején a mester sikeresen tesztelt. Ezzel mentik meg életüket a felrobbanó várból, majd beülnek egy közeli kis kávézóba.
Anna úgy dönt, hogy Hawkért feladja a cölibátust. Ekkor újabb meglepetés éri őket, de ezúttal örömteli. Tommy nem halt meg, élve jutott ki a kocsiból jelentéktelen sérülésekkel. A kocsiban volt légzsák és automata tűzoltókészülék, ez mentette meg az életét. A világ megmentése után Hudson Hawk végre megihatja hőn áhított kávéját.

## Szereplők
| Színész            | Szerep                      | Magyar hang      |
| ------------------ | --------------------------- | ---------------- |
| Bruce Willis       | Eddie "Hudson Hawk" Hawkins | Dörner György    |
| Danny Aiello       | Tommy Five-Tone             | Koroknay Géza    |
| Andie MacDowell    | Anna Baragli                | Fehér Anna       |
| Richard E. Grant   | Darwin Mayflower            | Bardóczy Attila  |
| Sandra Bernhard    | Minerva Mayflower           | Csere Ágnes      |
| Donald Burton      | Alfred                      | Velenczey István |
| Don Harvey         | "Vigyori"                   | Lippai László    |
| David Caruso       | "Kit Kat"                   | nem szólal meg   |
| Andrew Bryniarski  | Butterfinger                | Hollósi Frigyes  |
| Lorraine Toussaint | Almond Joy                  | Martin Márta     |
| Frank Stallone     | Cesar Mario                 | Uri István       |
| Carmine Zozzora    | Antony Mario                | Felföldi László  |
| James Coburn       | George Kaplan               | Helyey László    |

## Filmzene
1. Dr. John – "Hudson Hawk Theme"
2. Robert Kraft – "Hudson Hawk Theme" (Instrumentális)
3. "Big Girls Don't Cry"
4. James Brown – "Body Heat"
5. "Hail To The Chief"
6. "The Hockey Pokey"
7. "Mona Lisa"
8. "The Name Game"
9. "Side By Side"
10. Snap – "The Power"
11. Bing Crosby – "Swinging On A Star"

## Díjak és jelölések
Arany Málna díj
| Év   | Kategória                        | Jelölt             | Eredmény |
| ---- | -------------------------------- | ------------------ | -------- |
| 1992 | legrosszabb rendező              | Michael Lehmann    | Elnyerte |
| 1992 | legrosszabb film                 | Joel Silver        | Elnyerte |
| 1992 | legrosszabb forgatókönyv         | Steven E. de Souza | Elnyerte |
| 1992 | legrosszabb forgatókönyv         | Daniel Waters      | Elnyerte |
| 1992 | legrosszabb forgatókönyv         | Bruce Willis       | Elnyerte |
| 1992 | legrosszabb forgatókönyv         | Robert Kraft       | Elnyerte |
| 1992 | Legrosszabb férfi főszereplő     | Bruce Willis       | Jelölve  |
| 1992 | Legrosszabb férfi mellékszereplő | Richard E. Grant   | Jelölve  |
| 1992 | Legrosszabb női mellékszereplő   | Sandra Bernhard    | Jelölve  |
| 2000 | az évtized legrosszabb filmje    | –                  | Jelölve  |